# Ed McVey
Ed McVey ist ein britischer Schauspieler.

## Leben
McVey wurde um das Jahr 1999 geboren  und wuchs in Devon auf. Er hat einen älteren Bruder.
Mit 16 Jahren zog McVey nach London und begann ein Studium am Drama Centre London, wo er 2021 seinen Abschluss machte. Dort sammelte er erste Schauspielerfahrungen in verschiedenen Theaterinszenierungen. Im Oktober 2021 erhielt er ein Engagement als Understudy in der Inszenierung von Camp Siegfried am Old Vic Theatre in London. Später studierte er an der ArtsEd in London.
Sein Schauspieldebüt in einer Filmproduktion gab McVey in der 6. Staffel der Netflix-Serie The Crown, in der er die Rolle des jungen Prince William übernahm.

## Filmografie
- 2023: The Crown (Fernsehserie, 5 Episoden)